# Antoni Liedtke
Antoni Liedtke (ur. 20 września 1904 w Chwaszczynie koło Gdyni, zm. 26 lipca 1994 w Pelplinie) – polski duchowny katolicki, infułat rzeczywisty diecezji chełmińskiej, historyk Kościoła i sztuki sakralnej, profesor i rektor Wyższego Seminarium Duchownego w Pelplinie, kanonik kapituły katedralnej chełmińskiej.

## Życiorys
Pochodził z wielodzietnej rodziny mistrza budowlanego Józefa i Elżbiety z Freibergów (był dziewiątym dzieckiem). Maturę uzyskał w czerwcu 1925 w Wejherowie, po czym podjął studia z architektury w Wyższej Szkole Technicznej w Gdańsku. Wkrótce przeniósł się na teologię w Wyższym Seminarium Duchownym w Pelplinie (1925-1927); naukę kontynuował na Wydziale Teologicznym Uniwersytetu Warszawskiego, gdzie zgłębiał historię Kościoła, archeologię chrześcijańską i historię sztuki. Odbył w tym okresie praktykę w Archiwum Głównym Akt Dawnych. 16 marca 1929 otrzymał w Pelplinie święcenia kapłańskie, w lutym 1931 obronił pracę doktorską Walka księcia Jana Opolskiego "Kropidły" z Krzyżakami w obronie majątkowych praw diecezji włocławskiej.
Od czerwca do października 1931 pracował jako wikariusz w parafii w Pieniążkowie, następnie był kapelanem biskupa Stanisława Okoniewskiego, a od grudnia 1931 wykładowcą seminarium pelplińskiego. Prowadził w nim zajęcia z historii Kościoła, patrologii, historii sztuki i savoir-vivre'u. Z nominacji ministra wyznań religijnych i oświecenia publicznego brał udział w pracach Okręgowej Komisji Konserwatorskiej w województwach pomorskim i poznańskim. W 1935 objął stanowisko dyrektora biblioteki seminaryjnej, które zachował (jedynie z przerwą wojenną) do 1981. Kierował także Archiwum Diecezji Chełmińskiej (1936-1962), a od 1936 był diecezjalnym konserwatorem sztuki. W obliczu zagrożenia wojennego w 1939 zabezpieczał zbiory biblioteczne, archiwalne i muzealne diecezji chełmińskiej. We wrześniu 1939 opuścił Polskę, przebywał w Rumunii, następnie w Rzymie, skąd z biskupem Okoniewskim udał się do Hiszpanii. Pracował m.in. w Rondzie (Andaluzja), a od listopada 1941 w Poselstwie RP w Madrycie, gdzie sprawował opiekę duszpasterską nad polskimi żołnierzami. Od 1944 pełnił funkcję delegata Ministerstwa Pracy i Opieki Społecznej w Madrycie oraz delegata Polskiego Czerwonego Krzyża na Hiszpanię. Od czerwca 1945 był kapelanem w Centrum Wyszkolenia Służby Zdrowia I Korpusu Polskiego w Wielkiej Brytanii (w randze kapitana).
W lipcu 1946 powrócił do Polski i pracy w pelplińskim seminarium. Do 1949 był wicerektorem seminarium, w latach 1961–1970 rektorem. W październiku 1947 został kanonikiem kapituły katedralnej chełmińskiej, od 1952 przez czterdzieści lat przewodniczył Diecezjalnej Komisji Sztuki Kościelnej. Otrzymał również honorowe tytuły papieskie - prałata domowego od Piusa XII (29 czerwca 1958) i protonotariusza apostolskiego od Jana XXIII (27 listopada 1962). Poza wykładami w Pelplinie w latach 1964–1968 prowadził zajęcia z archeologii chrześcijańskiej na Katolickim Uniwersytecie Lubelskim.
Ogłosił przeszło 180 prac, dotyczących dziejów Kościoła na Pomorzu Wschodnim (szczególnie diecezji chełmińskiej) oraz historii sztuki. Z publikacji Liedtkego można wymienić m.in. Początki chrześcijaństwa na Pomorzu (1935), Początkowe dzieje seminarium chełmińskiego (1960), Tradycje naukowe Pelplina (1969), Zarys dziejów diecezji chełmińskiej do 1945 r. (1971), ceniony podręcznik Historia sztuki kościelnej w zarysie (1961), Saga pelplińskiej Biblii Gutenberga (1981). Na bazie własnych doświadczeń z okresu wojny napisał Wojenne losy biskupa chełmińskiego S. W. Okoniewskiego 1939-1944 (1983) oraz Prawda o polskich żołnierzach internowanych w Miranda de Ebro (1978). Należał do wielu towarzystw naukowych, m.in. Towarzystwa Naukowego w Toruniu (od 1931), Polskiego Towarzystwa Historycznego, Polskiego Towarzystwa Teologicznego, Stowarzyszenia Historyków Sztuki, Towarzystwa Bibliofilów w Toruniu. Został odznaczony Złotym Krzyżem Zasługi (1938) za osiągnięcia na polu pracy społecznej, a także złotą odznaką "Za Opiekę nad Zabytkami" (1974), a 16 października 1989 Akademia Teologii Katolickiej w Warszawie nadała mu tytuł doktora honoris causa.
Pochowany został w Pelplinie, gdzie jego imieniem nazwano jedną z ulic.

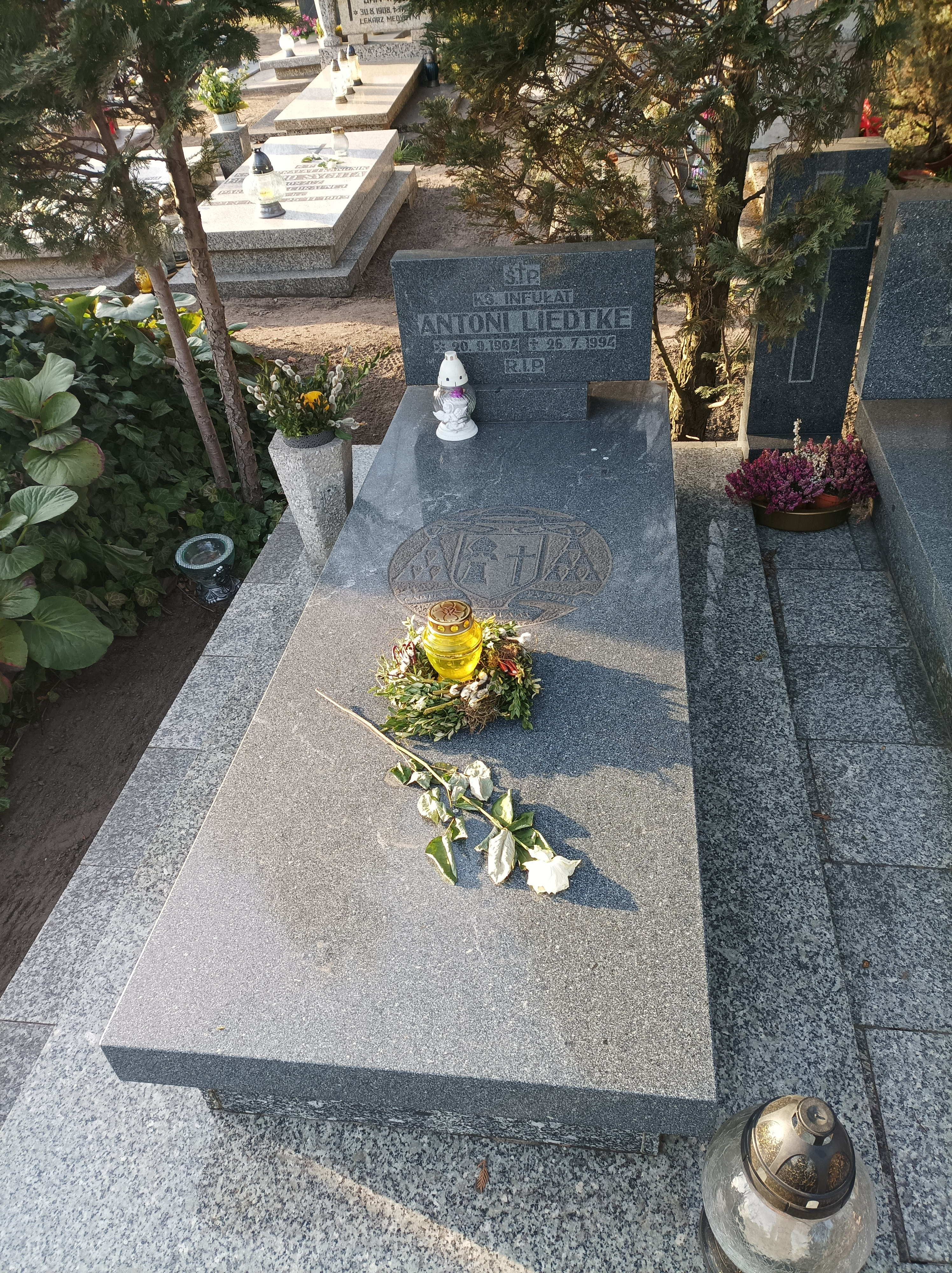
Grób ks. Antoniego Liedtkego w Pelplinie